# Manuel Torres Félix
José Manuel Torres Félix (28 de fevereiro de 1958 - 13 de outubro de 2012), também conhecido como El M1 e/ou El Ondeado, era um suposto narcotraficante e líder de alto escalão de uma organização dentro do Cartel de Sinaloa.

## Carreira
Nascido em uma pequena cidade do estado de Sinaloa, Torres Félix começou a trabalhar para o Cartel de Sinaloa na década de 1990 e mais tarde chegou ao ápice do cartel depois que seu irmão, Javier Torres Félix, foi preso em 2004.
Ele então começou a trabalhar com Ovidio Guzmán López, filho de Joaquín Guzmán Loera, o homem mais procurado do México, supervisionando os embarques de traficantes de drogas vindos da América do Sul para o México sob tutela de Ismael Zambada García. Quando seu filho, Atanasio, foi morto por membros de quadrilhas rivais do Cartel dos Beltrán-Leyva em 2008, Torres Félix teria perdido a paciência e continuou uma série de assassinatos, torturando os perpetradores em sua casa em Culiacán. Isso lhe valeu o apelido de "El Ondeado" por sua instabilidade emocional e personalidade explosiva.
Em setembro de 2008, sob a Operação Sinaloa, as forças armadas mexicanas localizaram a casa de Torres Félix, onde confiscaram várias armas de fogo, narcóticos, equipamentos de radiocomunicação e um veículo blindado. Os militares mexicanos também encontraram uma foto de Torres Félix acompanhada por Misael Torres Urrea, apelidado de "El M2", seu sobrinho e filho de Javier Torres Félix.
Torres Félix foi colocado na lista de traficantes de drogas mais procurados sob a Lei de Designação de Narcóticos Estrangeiros pelo governo dos Estados Unidos em 1 de junho de 2011, juntamente com Gonzalo Inzunza Inzunza (El Macho Prieto), outro tenente de alto escalão do cartel de Sinaloa. A PGR chegou a oferecer até 3 milhões de pesos mexicanos para informações que levam à sua prisão. Torres Félix foi morto a tiros em um confronto com o exército mexicano em 13 de outubro de 2012.

## Morte
Torres Félix foi morto em um tiroteio na comunidade de Oso Viejo em Culiacán, Sinaloa, no início da manhã de 13 de outubro de 2012. Seu corpo foi enviado para o centro forense e guardado pelos militares, a fim de evitar que seus capangas roubassem o corpo. Após o tiroteio, os militares confiscaram vários esconderijos de armas, munições e outros materiais.

### Funeral
Após sua morte, o cadáver de Torres Félix foi enviado à funerária de San Martín, em Culiacán, onde familiares e amigos foram vê-lo. Fora da sala, o exército mexicano protegia a área e estabelecia postos de controle nas ruas próximas. Torres Félix foi então sepultado no Jardines Del Humaya, um cemitério fora da cidade de Culiacán, onde os restos do seu filho residiam também.

### Consequências
As Forças Armadas Mexicanas aumentaram sua presença no estado de Sinaloa para evitar qualquer represália violenta do crime organizado pela morte de Torres Félix. Foi criada uma página no Facebook poucas horas depois de sua morte, incluindo fotos pessoais. Em novembro de 2012, a página continha quase 40.000 seguidores. Na manhã de 16 de outubro de 2012, três dias após a morte de Torres Félix, apareceram pessoas em toda a cidade denunciando Ismael Zambada García de trair e criar um esquema para que Torres Félix fosse morto.

### Repercussão
Segundo o exército mexicano, a morte de Torres Félix causou um enorme golpe contra a estrutura interna do Cartel de Sinaloa, porque ele era o braço direito de Zambada García e uma importante figura administrativa na organização. A InSight Crime, por outro lado, acredita que não está claro exatamente o quanto a ausência de Torres Félix terá sobre o cartel. A agência alega que Torres Félix não afetará a logística global do tráfico de drogas do Cartel de Sinaloa. Sua morte, no entanto, pode servir como um lembrete de que o governo mexicano está disposto a derrubar os principais líderes do tráfico em seu território. A InSight Crime também salienta que Zambada García pode ter propositadamente criado Torres Félix para ser morto.